# Березинский сельский округ (Западно-Казахстанская область)
Березинский сельский округ — административно-территориальное образование в Казталовском районе Западно-Казахстанской области.

## Административное устройство
1. село Кайынды